# Maria d'Aragona (marchesa di Ferrara)
Maria d'Aragona (1425 – 9 dicembre 1449) era una figlia illegittima di Alfonso V d'Aragona e dell'amante Giraldona Carlino. Fu marchesa consorte di Ferrara, Modena e Reggio.

## Biografia
Ricevette un'educazione curata alla corte aragonese di Napoli, centro politico e culturale del Mezzogiorno italiano. Sposò nel 1444 il marchese di Ferrara Leonello d'Este, figlio di Niccolò III d'Este e vedovo di Margherita Gonzaga sposata nel 1435. Dal precedente matrimonio Leonello aveva avuto il figlio Niccolò d'Este.
Il matrimonio, di evidente significato politico, rinsaldò i rapporti tra la dinastia aragonese e la casata estense, favorendo l'influenza di Napoli nell'Italia settentrionale.
Maria visse alla corte ferrarese in un ambiente culturalmente dinamico, sostenuto dal mecenatismo del marito. Secondo alcune fonti, fu stimata per discrezione e cultura, sebbene non vi siano prove dirette del suo coinvolgimento in attività artistiche o letterarie.
Morì a soli 24 anni, il 9 dicembre 1449, a Ferrara. Fu sepolta nella chiesa di Santa Maria degli Angeli di Ferrara, luogo in cui trovò sepoltura, l'anno successivo, anche Leonello. Alla distruzione di tale edificio, le sue spoglie furono trasferite nel Monastero del Corpus Domini.

## Ascendenza
|                         |   |                               | Genitori                |  |  | Nonni |  |  | Bisnonni                |  |  | Trisnonni              |  |
|                         |   |                               |                         |  |  |       |  |  | Giovanni I di Castiglia |  |  | Enrico II di Castiglia |  |
|                         |   |                               |                         |  |  |       |  |  | Giovanni I di Castiglia |  |  | Enrico II di Castiglia |  |
|                         |   | Giovanna Manuele              |                         |  |  |       |  |  | Giovanni I di Castiglia |  |  |                        |  |
| Ferdinando I di Aragona |   |                               |                         |  |  |       |  |  | Giovanni I di Castiglia |  |  |                        |  |
|                         |   | Eleonora d'Aragona            | Pietro IV di Aragona    |  |  |       |  |  |                         |  |  |                        |  |
|                         |   | Eleonora d'Aragona            | Pietro IV di Aragona    |  |  |       |  |  |                         |  |  |                        |  |
|                         |   | Eleonora d'Aragona            | Eleonora di Sicilia     |  |  |       |  |  |                         |  |  |                        |  |
| Alfonso V d'Aragona     |   | Eleonora d'Aragona            |                         |  |  |       |  |  |                         |  |  |                        |  |
|                         |   | Sancho Alfonso d'Alburquerque | Alfonso XI di Castiglia |  |  |       |  |  |                         |  |  |                        |  |
|                         |   | Sancho Alfonso d'Alburquerque | Alfonso XI di Castiglia |  |  |       |  |  |                         |  |  |                        |  |
|                         |   | Sancho Alfonso d'Alburquerque | Eleonora di Guzmán      |  |  |       |  |  |                         |  |  |                        |  |
| Eleonora d'Alburquerque |   | Sancho Alfonso d'Alburquerque |                         |  |  |       |  |  |                         |  |  |                        |  |
|                         |   | Beatrice del Portogallo       | Pietro I del Portogallo |  |  |       |  |  |                         |  |  |                        |  |
|                         |   | Beatrice del Portogallo       | Pietro I del Portogallo |  |  |       |  |  |                         |  |  |                        |  |
|                         |   | Beatrice del Portogallo       | Inés de Castro          |  |  |       |  |  |                         |  |  |                        |  |
| Maria d'Aragona         |   | Beatrice del Portogallo       |                         |  |  |       |  |  |                         |  |  |                        |  |
|                         | … | …                             |                         |  |  |       |  |  |                         |  |  |                        |  |
|                         | … | …                             |                         |  |  |       |  |  |                         |  |  |                        |  |
|                         | … | …                             |                         |  |  |       |  |  |                         |  |  |                        |  |
| Enrico Carlino          | … |                               |                         |  |  |       |  |  |                         |  |  |                        |  |
|                         |   | …                             | …                       |  |  |       |  |  |                         |  |  |                        |  |
|                         |   | …                             | …                       |  |  |       |  |  |                         |  |  |                        |  |
|                         |   | …                             | …                       |  |  |       |  |  |                         |  |  |                        |  |
| Gueraldona Carlino      |   | …                             |                         |  |  |       |  |  |                         |  |  |                        |  |
|                         |   | …                             | …                       |  |  |       |  |  |                         |  |  |                        |  |
|                         |   | …                             | …                       |  |  |       |  |  |                         |  |  |                        |  |
|                         |   | …                             | …                       |  |  |       |  |  |                         |  |  |                        |  |
| Isabella Carlino        |   | …                             |                         |  |  |       |  |  |                         |  |  |                        |  |
|                         |   | …                             | …                       |  |  |       |  |  |                         |  |  |                        |  |
|                         |   | …                             | …                       |  |  |       |  |  |                         |  |  |                        |  |
|                         |   | …                             | …                       |  |  |       |  |  |                         |  |  |                        |  |
|                         |   | …                             |                         |  |  |       |  |  |                         |  |  |                        |  |